# António de Noli
António de Noli, på italiensk kendt også som Antonio da Noli og Antoniotto Usodimare (1415 – 1497 eller 1419 – 1491), var en portugisisk opdagelsesrejsende. Han udforskede dele af Kap Verde, men det er usikkert hvilke af øerne på Kap Verde, som blev opdaget af Noli.
Noli blev født i Genoa, Italien, men blev sendt i landflygtighed. Han emigrerede til Portugal, og blev ansat hos Henrik Søfareren.